# Élections régionales de 1946 dans la zone d'occupation soviétique
Les élections régionales de 1946 eurent lieu le 20 octobre dans la zone d'occupation soviétique d'Allemagne et eurent pour but d’élire les législatures des États de Mecklembourg-Poméranie-Occidentale, de Brandebourg, de Saxe, de Saxe-Anhalt et de Thuringe. Il s'agirent des seules élections organisées dans la zone d’occupation soviétique avant la création de la République démocratique allemande (RDA) en 1949, et des seules élections libres et équitables dans cette partie du pays entre 1932, dernières élections de la République de Weimar avant la mise en place du régime nazi et la Révolution pacifique, en 1989-1990.
Ces élections furent dominées par le Parti socialiste unifié d'Allemagne (SED), issu de la fusion forcée du Parti communiste et du Parti social-démocrate dans la zone d'occupation soviétique. Ce parti fut créé en vue de la tenue d'élections dans la zone soviétique, comme première étape de futures réformes politiques. Néanmoins, malgré plus de 43% des suffrages recueilli sur l’ensemble de ces élections, il ne réussit à obtenir la majorité absolue au vote populaire dans aucun Land, et n’obtenant que précisement 50% des sièges dans deux d’entre eux (50 sur 100 élus en Thuringe, 45 sur 90 en Mecklembourg-Poméranie-Orientale). 
Outre le SED, trois autres partis ont participé ; l'Union chrétienne-démocrate (CDU), le Parti libéral-démocrate (LDP) et l'Association d'entraide paysanne (VdgB). Deux autres organisations ont participé, uniquement dans le Land de Saxe, le Kulturbund et le Frauenausschüsse, obtenant respectivement 1 et 0 siège. L’écrasante victoire du SED fut utilisée par les autorités soviétiques comme une justification au développement du socialisme dans leur zone. Les autorités d'occupation ont rapidement abandonné toute prétention de démocratie réelle et ont cohercé les partis autre que le SED pour qu'ils acceptent de former une « coalition » dans laquelle seul le SED avait un réel pouvoir, et qui deviendra le Front national de la République démocratique allemande. Lors des élections pour une assemblée constitutionnelle en 1949, les électeurs n'avaient plus que la possibilité d'approuver ou de rejeter la « liste d'unité » proposée et dominée par le SED.
Les élections régionales suivantes n’eurent lieu en 1950 qu’après la création de la République démocratique allemande.

## Résultats

### Résultats globaux
|                          | SED                                        | 4 685 304  | 47,57  | 249 |  |  |
|                          | LDPD                                       | 2 418 841  | 24,56  | 121 |  |  |
|                          | CDU                                        | 2 411 033  | 24,48  | 133 |  |  |
|                          | Association d’entraide paysanne, VdgB (en) | 296 111    | 3,01   | 15  |  |  |
|                          | Kulturbund                                 | 19 148     | 0,19   | 1   |  |  |
|                          | Comités des femmes, Frauenausschüsse       | 18 340     | 0,19   | 0   |  |  |
|                          |                                            |            |        |     |  |  |
| Suffrages exprimés       | Suffrages exprimés                         | 9 848 777  | 94,54  |     |  |  |
| Votes blancs ou nuls     | Votes blancs ou nuls                       | 569 279    | 5,46   |     |  |  |
| Total                    | Total                                      | 10 418 056 | 100,00 |     |  |  |
| Inscrits / Participation | Inscrits / Participation                   | 11 449 620 | 90,99  |     |  |  |

### Brandebourg[1]
|                          | SED                                        | 634 786   | 43,52  | 44 |  |  |
|                          | CDU                                        | 442 206   | 30,32  | 31 |  |  |
|                          | LDPD                                       | 298 311   | 20,45  | 20 |  |  |
|                          | Association d’entraide paysanne, VdgB (en) | 83 271    | 5,71   | 5  |  |  |
|                          |                                            |           |        |    |  |  |
| Suffrages exprimés       | Suffrages exprimés                         | 1 458 574 | 96,21  |    |  |  |
| Votes blancs ou nuls     | Votes blancs ou nuls                       | 57 413    | 3,79   |    |  |  |
| Total                    | Total                                      | 1 515 987 | 100,00 |    |  |  |
| Inscrits / Participation | Inscrits / Participation                   | 1 655 980 | 91,55  |    |  |  |

### Mecklembourg-Poméranie-Occidentale[2]
|                          | SED                      | 551 594   | 49,53  | 45 |  |  |
|                          | CDU                      | 379 829   | 34,10  | 31 |  |  |
|                          | LDPD                     | 138 662   | 12,45  | 11 |  |  |
|                          | VdgB (en)                | 43 663    | 3,92   | 3  |  |  |
|                          |                          |           |        |    |  |  |
| Suffrages exprimés       | Suffrages exprimés       | 1 113 749 | 94,53  |    |  |  |
| Votes blancs ou nuls     | Votes blancs ou nuls     | 64 463    | 5,47   |    |  |  |
| Total                    | Total                    | 1 178 211 | 100,00 |    |  |  |
| Inscrits / Participation | Inscrits / Participation | 1 308 727 | 90,03  |    |  |  |

### Saxe[3]
|                          | SED                                  | 1 616 068 | 49,11  | 59 |  |  |
|                          | LDPD                                 | 813 224   | 24,71  | 30 |  |  |
|                          | CDU                                  | 766 859   | 23,30  | 28 |  |  |
|                          | VdgB (en)                            | 57 356    | 1,74   | 2  |  |  |
|                          | Kulturbund                           | 19 148    | 0,58   | 1  |  |  |
|                          | Comités des femmes, Frauenausschüsse | 18 340    | 0,56   | 0  |  |  |
|                          |                                      |           |        |    |  |  |
| Suffrages exprimés       | Suffrages exprimés                   | 3 290 995 | 93,54  |    |  |  |
| Votes blancs ou nuls     | Votes blancs ou nuls                 | 227 113   | 6,46   |    |  |  |
| Total                    | Total                                | 3 518 108 | 100,00 |    |  |  |
| Inscrits / Participation | Inscrits / Participation             | 3 803 416 | 92,50  |    |  |  |

### Saxe-Anhalt[4]
|                          | SED                      | 1 063 889 | 45,79  | 51 |  |  |
|                          | LDPD                     | 695 685   | 29,94  | 32 |  |  |
|                          | CDU                      | 507 397   | 21,84  | 24 |  |  |
|                          | VdgB (en)                | 56 630    | 2,44   | 2  |  |  |
|                          |                          |           |        |    |  |  |
| Suffrages exprimés       | Suffrages exprimés       | 2 323 601 | 94,15  |    |  |  |
| Votes blancs ou nuls     | Votes blancs ou nuls     | 144 363   | 5,85   |    |  |  |
| Total                    | Total                    | 2 467 964 | 100,00 |    |  |  |
| Inscrits / Participation | Inscrits / Participation | 2 695 416 | 92,50  |    |  |  |

### Thuringe[5]
|                          | SED                      | 818 967   | 49,28  | 50 |  |  |
|                          | LDPD                     | 472 959   | 28,46  | 28 |  |  |
|                          | CDU                      | 314 742   | 18,94  | 19 |  |  |
|                          | VdgB (en)                | 55 191    | 3,32   | 3  |  |  |
|                          |                          |           |        |    |  |  |
| Suffrages exprimés       | Suffrages exprimés       | 1 661 859 | 95,63  |    |  |  |
| Votes blancs ou nuls     | Votes blancs ou nuls     | 75 927    | 4,37   |    |  |  |
| Total                    | Total                    | 1 737 786 | 100,00 |    |  |  |
| Inscrits / Participation | Inscrits / Participation | 1 986 081 | 87,50  |    |  |  |